# Can-Am 1985
Can-Am 1985 var ett race som kördes över sex omgångar, med Rick Miaskiewicz som mästare. 

## Delsegrare
| Datum        | Bana             | Vinnare          | Källa |
| ------------ | ---------------- | ---------------- | ----- |
| 2 juni       | Mosport Park     | Horst Kroll      | [ 1 ] |
| 6 juli       | Lime Rock        | Bruce MacInnes   | [ 2 ] |
| 2 september  | Lime Rock        | Rick Miaskiewicz | [ 3 ] |
| 15 september | Mosport Park     | Rick Miaskiewicz | [ 4 ] |
| 13 oktober   | Saint Louis      | Rick Miaskiewicz | [ 5 ] |
| 3 november   | Saint Petersburg | Lou Sell         | [ 6 ] |

## Slutställning[7]
| Plats | Förare           | Poäng |
| ----- | ---------------- | ----- |
| 1     | Rick Miaskiewicz | 97    |
| 2     | Horst Kroll      | 76    |
| 3     | Lou Sell         | 72    |
| 4     | Bill Tempero     | 58    |
| 5     | Mauro Lanaro     | 49    |
| 6     | Randy Zimmer     | 39    |
| 7     | Jeremy Hill      | 38    |
| 8     | Peter Greenfield | 32    |